# Holbeck, West Yorkshire
Holbeck är en stadsdel i Leeds, i unparished area Leeds, i distriktet Leeds, i grevskapet West Yorkshire, i England. Den ligger något söder om stadens centrum. Namnet kommer från Hol som betyder låg plats och bäck. Holbeck var en civil parish 1866–1925 när blev den en del av Leeds. Civil parish hade 38 152 invånare år 1921.